# Список притоков Северского Донца

## Притоки

### Данные водного реестра
Притоки (км от устья)
- 18 км: река Кундрючья (Кондрючья)
- 84 км: река Быстрая
- 115 км: река Лихая
- 117 км: река Калитва (Белая Калитва, Большая Калитва)
- 158 км: река Калитвенец (Большой Калитвинец)
- 197 км: река Глубокая
- 203 км: река Малая Каменка (балка Малая Каменка)
- 214 км: река Большая Каменка (Каменка, Старый Донец)
- 260 км: река Митякинка (Митякина, Колодезная)
- 273 км: река Деркул (Деркуль)
- 343 км: река Айдар (Адар, Айдор)
- 580 км: река Оскол
- 909 км: река Волчья
- 918 км: река Нежеголь (Ножгель, Нежегаль)
- 972 км: река Топлинка
- 982 км: река Разумная
- 989 км: река Болховец (Гостенка, Искринка, Возовец)
- 1003 км: река Липовый Донец
- 1018 км: река Сажновский Донец (Саженский Донец)
- 1030 км: река Белая Плита (Белая Плата)
- 1045 км: река без названия, у с. Подольхи

### Белгородская область
Исток: выше села Авдеевка (Белгородская область)
- Покровский ручей — Ржавец
- Рындинка (река) — правый приток
- Сажной Донец (река) (непр. Сажновский Донец, Сажновый Донец) — Сажное, прав.
- Липовый Донец — Беломестное, прав.
- Везелка (река) — Белгород, прав.
- Разумная — Разумное, левый приток
- Топлинка (река) — Топлинка, прав.
- Нежеголь — Титовка, лев.
- Муромка — Архангельское (Белгородская область), прав.

### Харьковская область
- Волчья (приток Северского Донца) — Гатище, лев.
- Бугроватка (река) — Бугорчатке, прав.
- Старица (приток Северского Донца)[укр.] — Старица (Харьковская область), прав.
- Графовка (река) — Графское, лев.
- Польная (река) — Верхняя Писаревка, лев.
- Петровка (река) — Петровское (Харьковская область), лев.
- Хотомелька (река) — Перковка, лев.
- Хотомля (река) — Першотравневое, лев.
- Гнилица (река) — Благодатное, лев.
- Великий Бурлук (река) — отстойники, лев.
- Лебяжья (приток Северского Донца) — Лебяжье, лев.
- Коробочка (река) — Коробочкино, лев.
- Большая Бабка — Кицевка, прав.
- Тетлега (река) — Кочеток, прав.
- Чугуевка (река) — Чугуев, прав.
- Студенок (река) — Эсхар, прав.
- Уды (река) — Эсхар, прав.
- Гнилица (река) — Скрипаи, лев.
- Мжа (река) — Змиёв, прав.
- Гомольша (река) — Сухая Гомольша, прав.
- Бишкин (река) — Нижний Бишкин, прав.
- Шебелинка (река) — Донец, прав.
- Геевка (река) — Геёвка, прав.
- Лиман (озеро) — лев.
- Вербовка (река) — Балаклея, лев.
- Балаклейка (приток Северского Донца) — Балаклея, лев.
- Теплянка (река) — Раковка, лев.
- Савинка (река) — Савинцы (Балаклейский район), лев.
- Чепель (река) — Чепель, прав.
- Протопоповка (река) — Протопоповка, прав.
- Петровка (река) — Петровское, прав.
- канал Днепр - Донбасс — Петровское
- Берека (река) — Великая Камышеваха, прав.
- Изюмец (река) — Изюм, лев.
- Каменка (приток Северного Донца) — Каменка, прав.
- Оскол (река) — Оскол, лев.

### Донецкая область
- Нитриус (река) — Дробышево, лев.
- Сухой Торец (река) (Казённый Торец) — Райгородок и Славянск, прав.
- канал Северский Донец - Донбасс — Николаевка (Донецкая область), прав.
- Бахмут (река) — Дроновка, прав.
- Жеребец (река) — Ямполь, лев.
- Белогоровка (река) — Белогоровка, прав.

### Луганская область
- Красная (река) — Кременная, лев.
- Боровая (приток Северского Донца) — Северодонецк, лев.
- Верхняя Беленькая (река), в народе просто Беленькая — Лисичанск, район Переездная и з-да «Лиссода» («Донсода»), прав. В «Книге Большому чертежу» упомянута под названием Белый Колодезь: «А ниже Боровского перевозу, с Крымской стороны, пал в Донец Белой колодезь, от перевозу версты з 2.»
- Нижняя Беленькая (река) — Нижнее (Луганская область), прав., 18 км вниз по течению. В «Книге Большому чертежу» : «А ниже Белого колодезя другой Белой колодезь верст з 10, а над ним Савин курган.»
- Айдар (река) — Счастье (город), лев.
- Евсуг (река) — Петропавловка (Луганская область), лев.
- Лугань (река) — Станично-Луганское, прав.
- Луганчик (река) — прав.
- Деркул — Пархоменко (Луганская область), лев.

### Ростовская область
- Деркул — лев.
- Большая Каменка — Донецк (Ростовская область), прав.
- Нижнее Провалье — прав.
- Глубокая — Каменск-Шахтинский, лев.
- Калитвинец (река) — Кр. Яр., прав.
- Калитва (река) — Белая Калитва, лев.
- Лихая — прав.
- Быстрая (приток Северского Донца) — Нижнесеребряковский, лев.
- Журавка — Нижнежуравский, лев.
- Кундрючья (река) — прав.
- Сухой Донец (рукав) — Усть-Донецк — Раздорская, правый (западный), длина 38 км.

Устье: река Дон

## Книга Большому чертежу
Роспись реке Донцу, и рекам и колодезям, которые реки и колодези в реку в Донец с крымской и с нагайской стороны пали; и на Донце татарские перевозы и перелазы, в которые приходят татары в Русь.

Река Донец Северскои вытекла ис чистого поля, от верху Семицы Донецкия, едучи к Перекопи, с левыя стороны дороги Муравскои, от Белагорода верст с 60, аи потекла под Белъгород; а мимо Белъгород потекла и пала в Дон, ниже речки Кондрючьи 10 верст. А Дон река пала под Озовом в море Озовское.
А протоку Донца Северского от верх и до устья 514 верст.
- A с верху с правые стороны, от Муравскои дороги, пали в реку в Донец речка Донец Сажной да речка Донец Липовой, выше Белагорода, Липовой верст с 6, а Сажной верст с 20.

А ниже Липового Донца с версту пал в Северскои Донец колодезь Лихой Ерек, взялся врагом ис под Муравскои дороги.
А Белгород стоял на Донце, на Белой горе, на правой стороне Донца, и после литовского разоренья перенесен на другую сторону Донца, с нижные стороны Белого Колодезя, от берега от Донца, от старого городища 380 сажен, стоит в ниском месте; а Белой Колодезь течет из Разуменского лесу, пал в Донец выше города.
А ниже Белагорода, версты з 2, пала в Донец речка Везеница; а Везеница вытекла из под Муравского шляху, из лесу, из Болховых бояраков; а другая розсошь тое же речки Везеницы вытекла из лесу, из Долгово бояраку, а лес Болховые бояраки и Долгой боярак на Муравскои дороге, от Белаго города верст с 15.
А ниже Везеницы, с Нагаискои стороны, пала в Донец речка Разумница, от устья речки Везеницы версты с 4. А речка Разумница вытекла блиско, поровень речки Кореня, по Оскольскои и по Ливенскои дороге, из Разумного лесу.
А от Разумного лесу, по Ливенскои дороге, в Донец пал Крутой враг, а потому врагу, от Разуменсково лесу до речки Донца были надолбы, от Белагорода верст с 15.
А ниже Разумницы, с Крымской стороны версты с 4, пала речка Таплина. А ниже Таплины, с Нагаискои стороны, пала в Донец речка Нежеголь; от Балагорода до Нежеголи верст з 20.
А в Нежеголь, блиско устья, пала речка Корень, да речка Короча; а вытекли Корень и Короча из под Муравскои и ис под Изюмскои дороги от верху Семицких Котлубанов блиско Юшкова бояраку.
А ниже Нежеголи, с Крымской стороны, пал в Донец колодезь Нижегольскои, от Нежеголи с версту; а промеж Нежеголи и колодезя Нежегольского, на Крымской стороне, на Донце, городище Нежегольское. А с Нагаискои стороны, ниже Нежеголи верст с 6, пала в Донец речка Волчьи Воды; а вытекла ис под Изюмскои дороги, от верху Розгромного колодезя; а Розгромнои колодезь пал в Оскол.
А с Крымской стороны, ниже Волчьих Вод, пала в Донец речка Старица; а в неё пал Доброи колодезь: от Волчьих Вод до Старицы верст с 6.
А ниже Старицы, с Ногайские стороны, пала в Донец речка Старицкои Ерек, версты с 4.
А ниже Старицкого Ерека, версты з 2, с Ногайской стороны, пала в Донец речка Паленой Ерек.
А ниже Паленого Ерека, верст з 10, пала в Донец речка Хотомля. А ниже Старицы, с Крымской стороны, верст с 8, пал в Донец колодезь Салтановскои. А ниже Салтановского колодезя, на Донце, городище Салтановское, от колодезя с версту.
А с Нагаискои стороны, ниже Хотомли, пала в Донец речка Гнилица, от Хотомли версты з 4.
А ниже Гнилицы, с версту, с Ногайской стороны, пала в Донец речка Бурлучек.
А ниже Бурлучека, с версту, с Ногайской стороны, пала в Донец речка Бурлук от Изюмскои дороги.
А ниже Бурлука, с Ногайской стороны, пал в Донец колодезь Каганскои, а чрез ево лежит дорога в Новой Царев город, от Бурлука верст с 10.
А на Крымской стороне, ниже Салтановского колодезя верст с 30, городище Кодковское, а Накаток тоже.
А ниже Кодковского городища, верст с 5, городище Гумнинья, а ниже Гумнинья, на Донцы, Каганскои перевоз, от Гумнинья верст з 5.
А ниже Гумнинья, выше перевозу с версту, пала в Донец речка Бабка.
А ниже Бабки, с версту, пала в Донец речка Тетлега.
А ниже Тетлеги на Донцу Чюгуево городище, а от Тетлеги версты с 4.
А ниже Чюгуева городища Студенок колодезь, от городища версты с 3.
А ниже Студенъка колодезя река Уды, от Студенка с версту, а на усть Уд Кабаково городище по левой стороне, от устья версты з 2.|
А вверх по Удам, с левые стороны, Хорошево городище, от устья верст з 20.
А по правой стороне вверх по Удам, пала в Уды речка Жирогань, от устья верст з 10.
А по левой стороне вверх по Удам, выше Хорошего городища, Донецкое городище, от Хорошего верст с 5.
А выше Донецкого городища, с правой стороны, впала в Уды речка Харькова, от городища с версту; а в Харькову пала речка Лопина.
А ниже Кабакова городища, с Крымской стороны, вниз по Донцу Мухначово городище, от Кабакова верст с 5. А ниже Махначова верст з 10, пала в Донец река Мож.
А ниже Karaновского колодезя, с Ногайской стороны, пала в Донец речка Гнилица, через её лежит дорога в Новой Царев город, от колодезя прямо степью верст з 10.
А ниже Гнилицы, вниз по Донцу, речка Балыклея, пала в Донец ниже Гнилицы, прямо степью верст з 20, а подле реки ехать берегом верст с 40.
А в Балыклею пала речка Малая Балыклеика, от Донца вверх по Балыклеи, впала с правой стороны, а верховьем взялась выше Балыклеи.
А ниже Балыклеи Каменной колодезь, от Балыклеи верст з 12, а против Каменного колодезя выше Савинского перевозу, с Крымской стороны, Заплава Балыклеиская.
А ниже Каменного колодезя, на Донце, Савинскои перевоз, от колодезя версты з 4.
А ниже Савинского перевозу речка Изюм, от Савинского перевозу верст з 12.
А ниже Изюма Изюмец, меж их версты з 2.
А ниже Изюма и Изюмца, на Донце Изюмскои перевоз.
А от Изюмского перевозу до Царева города 8 верст.
А ниже Изюмца, на Донце, Каменной перевоз, от Изюмца верст с 6.
А от Каменного перевозу к Новому Цареву городу 8 верст.
А ниже Изюмского перевозу впала в Донец река Оскол. А река Оскол вытекла от Муравскои дороги, ис под Пузацкого лесу, от верх реки Семи Пузацкие, а в неё пала с правой стороны речка Осколец; а с левые стороны пала речка Горосим; а в Горосим пала речка Опочка; а сверху Горосима, от Ливен, лежит дорога Кальмиюская.
А Горосим пал в Оскол с левые стороны выше города Оскола 8 верст.
А под городом под Осколом, с правые стороны от Изюмскои дороги, пала в Оскол речка Осколец.
А ниже Оскольца, с правые стороны, пала в Оскол речка Дубна, вытекла от Юшковых бояраков.
А с Нагаискои стороны, против города, от Кальмиюскои дороги, пала в Оскол речка Убля, течет от верху реки Девицы и речки Поту до ни.
А ниже Убли, с Ногайской стороны верет з 10, пала в Оскол речка Котел.
А ниже Дубны, от Изюмскои дороги, пала в Оскол речка Орлая.
А ниже Орлые пала от Изюмскои дороги, речка Холок, против слободы Голубиной, от города ота Оскола 50 верст.
А ниже Холка, от Изюмскои дороги, пала в Оскол речка Халань; а с Нагаискои стороны, от Кальмиюскои дороги, пал в Оскол Белой колодезь, ниже Голубиной 5 верст.
А ниже Белого колодезя Жестовые горы, а под Жестовыми горами на Осколе перевоз тотарскои.
А ниже Жестовых гор до города до Волуики 60 верст.
С Ногайской стороны, ниже Жестовых гор, до верху речки Мосея, пали в Оскол 12 речек однем прозвищем — все Созоны.
А ниже речки Холани, от Изюмскои дороги, пал в Оскол Розгромнои колодезь, течет от верху Волчьих Вод. А ниже Розгромного колодезя пало в Оскол озеро Банище.
А выше Банища, ниже города Валуики, пала речка Казинка.
А ниже Банища пал в Оскол колодезь Бахтин; а на устье Бахтина колодезя, с вышния стороны, стоял Новой Царев город.
А с Нагаискои стороны, ниже речки Созона 7 верст, пала в Оскол река Волуика; а на ней, на устье, стоит город Валуика. А выше города, по Оскольскои дороге, пала в Волуику речка Мосеи.
А выше Мосея, з другие стороны, пала в Валуику речка Палатова, от Кальмиюскои дороги, от города от Волуики, 4 версты, а в Палатову пала речка Палатовка.
А от Волуики вниз по Осколу, от Кальмиюскои дороги, пала в Оскол речка Ураева да речка Уразова.
А с Крымской стороны, по реке по Донцу, от усть реки Мжа вверх по реке по Мжу, с правой стороны верст с 30, пала, в Мож речка Марефа; а Марефа вытекла от Муравского шляху от верху речки Мерчика ис под Дубьих лук.
А выше Марефы впала в Мож речка Сухая Ракитна, от Марефы верст с 5.
А выше Сухие Ракитны впала в Мож речка Мокрая Рокитна, от Сухие Ракитны с версту.
А выше Мокрой Ракитны впала в Мож речка Одринка, от Ракитны верст с 10.
А выше Одринки верст с 5 пала в Мож речка Болгир, а верховьем взялась Болгир ис под Донецкой поляны.
А выше Болгиря, вверх по Мжу, Валки, от Болгиря верст з 10.
А по левой стороне по Мжу, от Донца, речка Адалаг, впала в Мож, от устья верст с 40, а вытекла Адалах ис под Муравского шляху, с верху речки Берестовой.
А ниже Мжа на Донце, с Крымской стороны, Змеево городище, а Змеев курган тож, от Мжа версты з 2.
А ниже Змеева городищах речка Комолша, а на Комолше городище Каменное, от Змеева верст з 10, лесом подле Донца.
А ниже Комолши, на Донце, Абашкин перевоз, от Комолши версты с 3, с Крымской стороны на Русскую сторону.
А ниже Абашкина перевозу, на Донце, Шабалинскои перевоз, от Абашкина перевозу верст з 10, с Крымской стороны. А ниже Шабанинского перевозу, верст с 10, пал в Донец Бакин колодезь.
А ниже Бакинаа колодезя, на Донце, Ляхов перелас с Крымской стороны на Рускую сторону.
А ниже Ляхова перелазу, на Донце, Савинскои перевоз, от Ляхова верст за 20 с Крымской стороны на Русскую сторону.
А ниже Савинского перевозу пала в Донец речка Чепель, от Савинского верст с 15.
А ниже Чепеля, верст за 10, пала в Донец речка Береки Малыя, Каменныя тож.
А ниже Каменных Берек пала в Донец речка Большие Береки, от Малых Берек версты з 2.
А ниже Берек Болших, верст с 7, пала в Донец речка Ерек Каменной; а меж Берек и Ерка Каменного3 Изюмскои курган; а от Каменного Ерка к Новому Цареву городу верст з 10.
А ниже Царева города, от усть реки Оскола, на Донце, с Крымской стороны, Святыя горы, от Царева города верст з 10.
А ниже Святых гор, с Крымской стороны, пала в Донец река Тор от Святых гор верст с 15, а в Большой Тор пала речка Торец, от Донца версты с 4, а на устье озера соленые.
А ниже Тору, верст с 30, пала в Донец река Бахмутова.
А ниже Бахмутовои, верст с 15, на Донце, перевоз Боровской, на Кальмиюскои дороге.
А ниже Боровского перевозу, с Крымской стороны, пал в Донец Белой колодезь, от перевозу версты з 2.
А ниже Белого колодезя другой Белой колодезь верст з 10, а над ним Савин курган.
А от Нижнево Белово колодезя до Лугани, до Нижние Розсоши, верст с 50.
А ниже Лугани пала в Донец речка Малой Луганъчик, от Лугани верст с 5.
А ниже Луганчика, верст с 5, на Донце, Сизые горы.
А ниже Луганчика до Белого колодезя верст с 15 а ниже Белого колодезя до Каменной речки верст с 50.
А ниже Каменные речки Каменка речка пала в Донец, от Каменые верст с 5.
А ниже Каменки Лихой колодезь пал в Донец под Гребенными горами, берегом ехать верст с 40, а прямо степью верст з 10.
А меж Лихово колодезя и Гребенных гор, на Донце, перевоз татарской в Русь.
А ниже Гребенных гор Кондрючья речка впала в Донец с Крымской стороны верет с 60.
А от усть Кундрючьи и до усть реки Донца, где пал в Большой Донец верст з 10.
А с Нагаискои стороны вниз по Донцу, от усть реки Оскола: от Царева города, пал в Донец колодезь Святои, аг Нетригус он же, верст с 15 выше Малого перевозу.
А ниже Малого перевозу, на Донце, Большой перевоз, ниже усть реки Тору, от Малого перевозу верст с 10.
А ниже Болшого перевозу, верст з 12, пала в Донец речка Черной Жеребец.
А ниже Черного Жеребца пала в Донец река Красная, от Черного Жеребца до Красной верст с 15.
А ниже Красной речки пала в Донец речка Боровая, а меж Красной и Боровой верст с 10.
А ниже Боровой с Нагаискои стороны колодозь Ольховой, от Боровой верст з 20.
А ниже Ольхового колодезя с Нагаискои стороны пала в Донец река Аидар, от Ольхового колодезя до Аидара верст с 30.
А ниже Аидара с Нагаискои стороны пала в Донец речка Явсюга, от Аидара до Явсюги верст с 6.
А ниже Явсюги, с Нагаискои стороны пала в Донец речка Деркул, от Явсюги до Деркула.1
А выше Деркула на Донце Сизые горы, с Крымской стороны, от Деркула версты з 2.
А ниже Деркула пал в Донец Митякин колодезь, от Деркула до Митякина верст с 15.
А ниже Митякина пал в Донец Вишневецкои колодезь, от Митякина до Вишневецкого верст з 20.
А ниже Вишневецкого пала в Донец река Глубокая, от Вишневецкого до Глубокие верст с 5.
А ниже Глубокого пала в Донец речка Колитвенец, от Глубокие верст с 15.
А ниже Колитвенца пал в Донец Дядин колодезь, от Колитвенца до Дядина колодезя верст с 8.
А против Дядина колодезя, на Крымской стороне Хорошие горы.
А ниже Дядина колодезя, с Нагаискои стороны пала в Донец река Белая Колитва.
А против Колитвы, с Крымской стороны, на Донце, Гребенные горы.
А ниже Колитвы, на Донце, Сокольи горы, с Нагаискои стороны.
А от Колитвы до Сокольих гор верст с 15.
А у Сокольих гор з Белагорода станичники кладут доездные памяти.
А ниже Сокольих гор пала в Донец, с Нагаискои стороны, речка Быстрая, от Сокольих гор версты с 4.
А от Быстрыя до Роздоров, где Донец пал в Большой Дон, верст с 40.

Вторая редакция — 1627 год ()